# Бучач і Бучаччина
«Бу́чач і Бу́чаччина» — історично-мемуарний збірник (Нью Йорк — Лондон — Париж — Сідней — Торонто: НТШ, Український архів. — Т. XXVII, 1972. — 944 с.). Редакція залишила в тексті деякі особливості місцевої мови.

## Автори розділів
Доктори Кубійович Володимир, Пастернак Ярослав, Андрусяк Никола, Барановський Роман, Ріпецький Степан, Павлишин Юліан, Логвин Григорій, магістри Боднарук Іван, Данилів Теодор, також Кисілевська Олена Львівна, Коцик Роман, о. Іриней Назарко, Навроцький Осип, Степан Шипилявий, Сіяк Дарія, Залеський Осип та інші.

## Редакційна група

### Поручили до друку
Професор доктор Василь Лев

Професор доктор Матвій Стахів

### Редакційна колегія
- Михайло Островерха — головний редактор,
- Степан Шипилявий — координатор,
- Роман Барановський, Іван Бобик, Іван Боднарук, Петро Рогатинський — члени редакційної колегії.

### Видавничий Комітет
- Михайло Крижанівський — голова
- Іван Винник — заступник голови

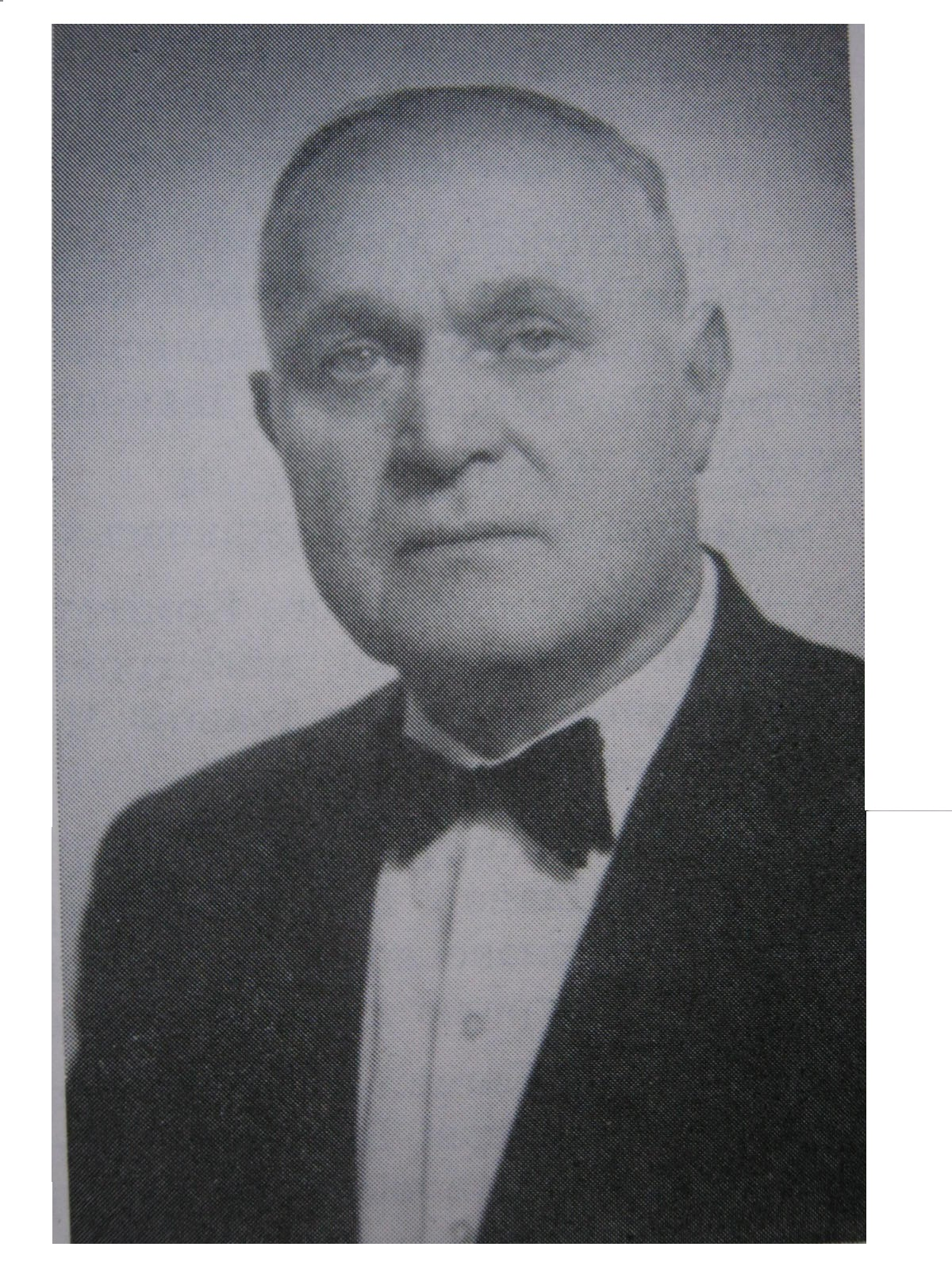
Михайло Крижанівський

- д-р Володимир Соханівський — заступник голови
- Володимир Колцьо — секретар
- Марія Крижанівська — скарбник
- Тарас Баран — член комітету
- мґр. Михайло Білоскурський — член комітету.

### Контрольна Комісія
- Орест Гафткович — голова,
- Тиміш Шевчук — заступник,
- Іван Бек — секретар,
- мґр. Олександер Грабар і Володимир Тарнавський — члени.

### Оформлення
Обкладинку виконав В. Пилишенко
мапу Бучацького повіту — професор Володимир Кубійович і професор Анатолій Жуковський.